# セーシェル直轄植民地

セーシェル直轄植民地
Crown Colony of the Seychelles (英語)

国歌: God Save the Queen（英語）
女王陛下万歳

セーシェル直轄植民地の位置

セーシェル直轄植民地（セーシェルちょっかつしょくみんち、英語: Crown Colony of the Seychelles）は、イギリスの直轄植民地である。

## 解説
長い間イギリス領モーリシャスの一部だったが、1903年にビッカム・スウィート・エスコットが総督に就任したことでイギリス領モーリシャスから分離し、直轄植民地となった。
1964年、フランス＝アルベール・ルネによってセーシェル人民統一党（現在の統一セーシェル）が結成され、ジェイムス・マンチャム率いるセーシェル民主党と争っていた。最終的には、イギリス連邦内で独立した共和国となる合意が得られ、マンチャムを大統領、ルネを首相とするセーシェル第一共和国として1976年6月29日に独立した。